# Sozialistisches Leistungsprinzip
Sozialistisches Leistungsprinzip heißt das Prinzip der Verteilung und der Maßstab der Verteilungsgerechtigkeit in den Staaten des „real-existierenden Sozialismus“. Es war ein Grundprinzip des ökonomischen und sozialen Lebens in der Phase des Sozialismus als letztem Schritt vor der Endstufe der „kommunistischen Gesellschaft“. Erst diese Endstufe ist durch das Absterben des Staates, die Vergesellschaftung der Arbeit und das Ende der Klassen und damit des Klassenkampfes gekennzeichnet. Die gesellschaftliche Formation der klassenlosen Gesellschaft ist den Zielvorstellungen der Frühsozialisten und der sozialistischen Anarchisten ähnlich.
Anders als diese sehen Marxisten jedoch die Notwendigkeit, den dialektischen geschichtlichen Entwicklungsprozess zu durchlaufen, um die Produktivkräfte und die gesellschaftlichen Verhältnisse in der kapitalistischen Phase erst im Vollmaß zu entwickeln. Daher wurden die „abstrakten“ Positionen der Frühsozialisten und Anarchisten als „utopisch“ abgelehnt. Das Leistungsprinzip kennzeichnet zugleich die Phase des Kapitalismus wie die des sozialistischen Übergangs zum Kommunismus, allerdings mit unterschiedlicher Realisierung und Funktion.

## Leistungsprinzip im „Realsozialismus“
Ausgehend von der 1935 einsetzenden Stachanow-Bewegung wurde das Leistungsprinzip in der sowjetischen Verfassung von 1936 („Stalin-Verfassung“) festgeschrieben:
Artikel 12. Die Arbeit ist in der UdSSR Pflicht und eine Sache der Ehre eines jeden arbeitsfähigen Bürgers nach dem Grundsatz: „Wer nicht arbeitet, soll auch nicht essen“.
In der UdSSR gilt der Grundsatz des Sozialismus: „Jeder nach seinen Fähigkeiten, jedem nach seiner Leistung“
Dieses Verständnis bezieht sich auf eine bestimmte Phase der Entwicklung entsprechend dem historischen Materialismus, der als „Realsozialismus“ oder als „real existierender Sozialismus“ bezeichnet wird.
Nach diesem Grundsatz ist die Arbeit gesellschaftlich so zu organisieren, dass alle Gesellschaftsmitglieder ihren Fähigkeiten entsprechend an der Arbeit teilnehmen und ihren Anteil an dem individuell verzehrbaren Teil des gesellschaftlichen Produkts entsprechend ihrem Beitrag zu diesem Gesamtprodukt erhalten. Dieser Beitrag wird als Leistung betrachtet. Arbeit wird als Recht und Pflicht aufgefasst und daher, wenn erforderlich, auch durch Zwang durchgesetzt. Was der einzelne für die Gesellschaft leistet, bestimmt das Maß der Anerkennung seiner Arbeit durch die Gesellschaft.

## Realität der sozialistischen Länder
In Forschungen zur Chancengleichheit, der sozialen Mobilität und der Ordnungsfunktion des Leistungsprinzip wurde festgestellt, dass etwa in der DDR die soziale Schicht für die gesellschaftliche Position wichtig war, außerdem Faktoren wie Geschlecht und Parteizugehörigkeit und zwar mit der Höhe der Position in steigendem Maß. Diese Privilegierung setzte sich in der Zeit nach der Wiedervereinigung fort.

## Karl Marx’ Verständnis von Arbeit und Leistung im Kommunismus
Der Ausgang von der Leistung für die Gesellschaft als Verteilungsgrundsatz im real existierenden Sozialismus unterscheidet sich wesentlich von Karl Marx’ Grundsatz des Kommunismus: „Jeder nach seinen Fähigkeiten, jedem nach seinen Bedürfnissen!“

Dieser Grundsatz bezieht sich bei Marx nicht auf Vorstufen der Entwicklung zum Kommunismus, in der noch eine Diktatur des Proletariats herrschen muss, um die kommunistische Gesellschaft vorzubereiten, sondern auf die Vorstellung des notwendigen Ziels der geschichtlichen Entwicklung, die davon geprägt ist, dass der Antagonismus der Menschen, die Arbeitsteilung, die Unterdrückung in einem Herrschaftssystem und damit die Entfremdung des Menschen von sich selbst, von der Natur und von dem Arbeitsprozess aufgehoben ist.
In einer höheren Phase der kommunistischen Gesellschaft, nachdem die knechtende Unterordnung der Individuen unter die Teilung der Arbeit, damit auch der Gegensatz geistiger und körperlicher Arbeit verschwunden ist; nachdem die Arbeit nicht nur Mittel zum Leben, sondern selbst das erste Lebensbedürfnis geworden; nachdem mit der allseitigen Entwicklung der Individuen auch ihre Produktivkräfte gewachsen und alle Springquellen des genossenschaftlichen Reichtums voller fließen – erst dann kann der enge bürgerliche Rechtshorizont ganz überschritten werden und die Gesellschaft auf ihre Fahne schreiben: Jeder nach seinen Fähigkeiten, jedem nach seinen Bedürfnissen!
Der Begriff „Bedürfnis“ bedeutet hier der historischen Begriffsentwicklung entsprechend eher „Bedarf“ als „Wunsch“ oder „Verlangen“ nach dem heutigen Verständnis und meint das, was man zum Leben oder zur Ausübung seiner Fähigkeiten in der Arbeit benötigt. Der Kontext klärt, dass die ideale Form des Lebens in der Befriedigung des menschlichen Grundbedürfnisses nach „Arbeit“ besteht, die in ihrer unverfälschten Form produktives Tätigsein in freier Kooperation für das Glück aller ist, wobei Arbeit und Genuss nicht mehr getrennt sind, sondern die produktive Tätigkeit ihren Sinn und ihre Erfüllung in sich selbst trägt.
„Leistung“ gibt es daher nicht mehr in Form einer für andere in Überwindung des eigenen Wollens zu erbringende Tätigkeit, sondern nur als „Selbstverwirklichung“ der eigenen produktiven Kräfte.
Bedürfnis bedeutet in diesem Zusammenhang gerade nicht das Erleben eines subjektiven Mangels oder die Erfüllung eines individuellen Verlangens oder Wunsches, sondern lediglich, dass das zur Erfüllung menschlichen Lebens aller Notwendige und Sinnvolle von allen für alle erzeugt wird.
Das Arbeitsergebnis und der „Bedarf“ sind außerdem auf die Fähigkeiten zurück bezogen: Ein Schriftsteller braucht für seine Form der produktiven Tätigkeit etwas anderes als der Arzt. Es geht also gerade nicht um die Vorstellung eines Schlaraffenlandes, sondern um ein Ideal produktiver Tätigkeit als Lebensform, das sich seine Lebensbedingungen ohne Ausbeutung anderer schafft und so nach Marx’ Auffassung der Natur des Menschen voll entspricht.
Bei diesen Vorstellungen ist sowohl der historische und geistesgeschichtliche Kontext zu beachten als auch die Stellung in der Systematik der Theorie von Marx, bzw. späterer marxistischer Theoretiker. Marx war in seinen Vorstellungen einmal geprägt von den Utopien der Frühsozialisten und Anarchisten, zum anderen von Hegels Dialektik. Die Utopien waren für ihn in erster Linie insofern utopisch, als ihre Vertreter davon ausgingen, sie durch einen revolutionären Sprung, nicht durch eine mühsame historische Entwicklung erreichen zu können. Die von den Frühsozialisten dargestellten Formen der Vergesellschaftung als solche und die Selbstorganisation der Kommune waren für Marx nicht per se falsch, ebenso wenig die anarchistische Vorstellung einer gesellschaftlichen Selbstorganisation ohne Klassen, und deshalb auch ohne Staat, Ideologie und Überbau.

Durch Hegel war Marx bewusst, dass Höherentwicklung immer auch Bereicherung bedeutete, indem die Errungenschaften der durchlaufenen Epochen „aufgehoben“ wurden: in einer neuen Form erhalten und zugleich von einem neuen Geist durchdrungen, der zugleich das eigentliche Wesen der Sache offenbarte. So wird menschliche „Arbeit“ erst am Ende der Geschichte zu dem, was sie im Wesen immer schon sein sollte, aber noch nicht für alle ganz sein konnte: freie Selbstentfaltung der Lebenskräfte der Menschen in Gemeinschaft mit anderen. Während dies unter den Bedingungen des Feudalismus und Kapitalismus nur für eine kleine Gruppe von Menschen möglich war, jedoch zum Preis der Ausbeutung anderer und in sozialen Verhältnissen, die auch die Selbstentfaltung der Privilegierten verfälschte und verfremdete, soll dieses „Privileg“ am Ende der Geschichte zum Recht aller werden. In den Grundrissen schreibt Marx dazu: 
Persönliche Abhängigkeitsverhältnisse (zuerst ganz naturwüchsig) sind die ersten vorkapitalistischen Gesellschaftsformen, in denen sich die menschliche Produktivität nur in geringem Umfang und auf isolierten Punkten entwickelt.
Persönliche Unabhängigkeit auf sachlicher Abhängigkeit gegründet ist die zweite große Form, der Kapitalismus, worin sich erst ein System des allgemeinen gesellschaftlichen Stoffwechsels, der universalen Beziehungen, allseitiger Bedürfnisse, und universeller Vermögen bildet.
Freie Individualität, gegründet auf die universelle Entwicklung der Individuen und die Unterordnung ihrer gemeinschaftlichen gesellschaftlichen Produktivität, als ihres gesellschaftlichen Vermögens, ist die dritte Stufe, der Kommunismus.

Die zweite schafft die Bedingungen der dritten. 

## Belege
1. ↑  Wolfgang Fritz Haug (Hrsg.): Kritisches Wörterbuch des Marxismus. Band 7, 1988, S. 1255 Archivierte Kopie (Memento des Originals vom 29. September 2015 im Internet Archive)  Info: Der Archivlink wurde automatisch eingesetzt und noch nicht geprüft. Bitte prüfe Original- und Archivlink gemäß Anleitung und entferne dann diesen Hinweis.
2. ↑  Erstes Kapitel "Gesellschaftsaufbau der UdSSR" Archivierte Kopie (Memento des Originals vom 21. Juni 2013 im Internet Archive)  Info: Der Archivlink wurde automatisch eingesetzt und noch nicht geprüft. Bitte prüfe Original- und Archivlink gemäß Anleitung und entferne dann diesen Hinweis.
3. ↑  Stefan Engel, Rainer Jäger: Lehren aus dem sozialistischen Aufbau in der Sowjetunion. Verlag Neuer Weg, 2020, ISBN 978-3-88021-569-6 (com.ph [abgerufen am 28. Oktober 2020]).
4. ↑  Dietrich Schönwitz, Hans-Jürgen Weber: Wirtschaftsordnung: Eine Einführung in Theorie und Politik. Walter de Gruyter GmbH & Co KG, 2019, ISBN 978-3-486-81664-8 (com.ph [abgerufen am 28. Oktober 2020]).
5. ↑  Rolf Becker: Lehrbuch der Bildungssoziologie. Springer-Verlag, 2011, ISBN 978-3-531-92759-6 (com.ph [abgerufen am 30. Oktober 2020]).
6. ↑  Karl Marx: Kritik des Gothaer Programms, MEW 19, 21.
7. ↑  Karl Marx: Randglossen zum Programm d. deutschen Arbeiterpartei (1875). Abgerufen am 30. Oktober 2020.
8. ↑  Hans-Christoph Schmidt am Busch: Hegels Begriff der Arbeit. Walter de Gruyter, 2002, ISBN 978-3-05-004765-2 (eingeschränkte Vorschau in der Google-Buchsuche).
9. ↑  Eberhard Braun: Aufhebung der Philosophie - Marx und die Folgen. Springer-Verlag, 2017, ISBN 978-3-476-03440-3 (com.ph [abgerufen am 28. Oktober 2020]).
10. ↑  Johann Braun: Einführung in die Rechtsphilosophie: der Gedanke des Rechts. Mohr Siebeck, 2006, ISBN 978-3-16-148982-2 (com.ph [abgerufen am 28. Oktober 2020]).
11. ↑  MEW Band 42, S. 91